# Ali Youssef
Ali Ben Safouane Youssef (Göteborg, 5 agosto 2000) è un calciatore svedese naturalizzato tunisino, centrocampista dell'Apollōn Limassol.

## Caratteristiche tecniche
È un esterno sinistro.

## Carriera

### Club
Cresciuto a partire dai 12 anni di età nel settore giovanile dell'Häcken, debutta in prima squadra il 16 febbraio 2019 in occasione del match di Svenska Cupen vinto 6-1 contro il Brage. Pochi mesi più tardi, il successivo 28 luglio, Youssef esordisce anche in Allsvenskan, nella trasferta persa 2-0 contro il Djurgården.
Il 22 luglio 2021, in occasione della gara di UEFA Europa Conference League sul campo degli scozzesi dell'Aberdeen, si rompe il legamento crociato ed è costretto a una lunga assenza.
Ritorna in campo quasi un anno dopo, il 10 luglio 2022. Neppure un mese più tardi, il 31 luglio in trasferta contro Elfsborg, Youssef subisce un nuovo grave infortunio al crociato dello stesso ginocchio infortunato in precedenza. La sua stagione si conclude dunque con sole quattro presenze in un campionato che, tuttavia, alla fine vede l'Häcken laurearsi campione di Svezia per la prima volta nella storia.
Ristabilitosi, rimane in giallonero per due ulteriori stagioni, prima di essere ceduto ai ciprioti dell'Apollōn Limassol nel gennaio 2025.

### Nazionale
Nel 2019 ha giocato una partita con la nazionale svedese Under-20.
Nel 2021 ha esordito nella nazionale maggiore tunisina.

## Statistiche
Statistiche aggiornate all'11 aprile 2021.

### Presenze e reti nei club
| Stagione        | Squadra         | Campionato      | Campionato | Campionato | Coppe nazionali | Coppe nazionali | Coppe nazionali | Coppe continentali | Coppe continentali | Coppe continentali | Altre coppe | Altre coppe | Altre coppe | Totale | Totale | Totale |
| Stagione        | Squadra         | Comp            | Pres       | Reti       | Comp            | Pres            | Reti            | Comp               | Pres               | Reti               | Comp        | Pres        | Reti        | Pres   | Reti   |        |
| --------------- | --------------- | --------------- | ---------- | ---------- | --------------- | --------------- | --------------- | ------------------ | ------------------ | ------------------ | ----------- | ----------- | ----------- | ------ | ------ | ------ |
| 2018            | Häcken          | A               | 0          | 0          | CS              | 3               | 0               |                    | -                  | -                  |             | -           | -           | 3      | 0      |        |
| 2019            | Häcken          | A               | 7          | 0          | CS              | 3               | 1               | UEL                | 1                  | 0                  |             | -           | -           | 11     | 1      |        |
| 2020            | Häcken          | A               | 17         | 2          | CS              | 2               | 0               |                    | -                  | -                  |             | -           | -           | 19     | 2      |        |
| 2021            | Häcken          | A               | 1          | 0          |                 | -               | -               |                    | -                  | -                  |             | -           | -           | 1      | 0      |        |
| Totale carriera | Totale carriera | Totale carriera | 25         | 2          |                 | 8               | 1               |                    | 1                  | 0                  |             | -           | -           | 34     | 3      |        |

## Palmarès

### Club

#### Competizioni nazionali
- Campionato svedese: 1

Häcken: 2022
- Coppa di Svezia: 1

Häcken: 2022-2023